# Fântâna Brazilor, Harghita
Fântâna Brazilor, mai demult Feniocut, (în maghiară Fenyőkút, în trad. "Fântâna Brazilor") este un sat în comuna Corund din județul Harghita, Transilvania, România. Populația satului este creștină, catolică și unitariană.

## Istoric
Fântâna Brazilor este o așezare întemeiată de cei care aveau terenuri în zonă și au părăsit Corundul. Primii veniți s-au stabilit pe munte în prima jumătate a anilor 1800, curățând pădurea prin arderea și tăierea lemnului, obținând terenuri arabile și pășuni. Este o lume a fermelor, pe fundalul munților pot fi văzute grupuri de case dispersate și stâne.
În 1992 toți cei 401 locuitori erau unguri. Casele și bisericile sunt din lemn. Există biserică catolică, unitariană, cămin cultural. Majoritatea locuitorilor satului sunt romano-catolici, dar există și un număr semnificativ de unitarieni. Construcția școlii a fost finalizată în 1912.

## Vezi și
- Biserica de lemn romano-catolică din Fântâna Brazilor

## Imagini

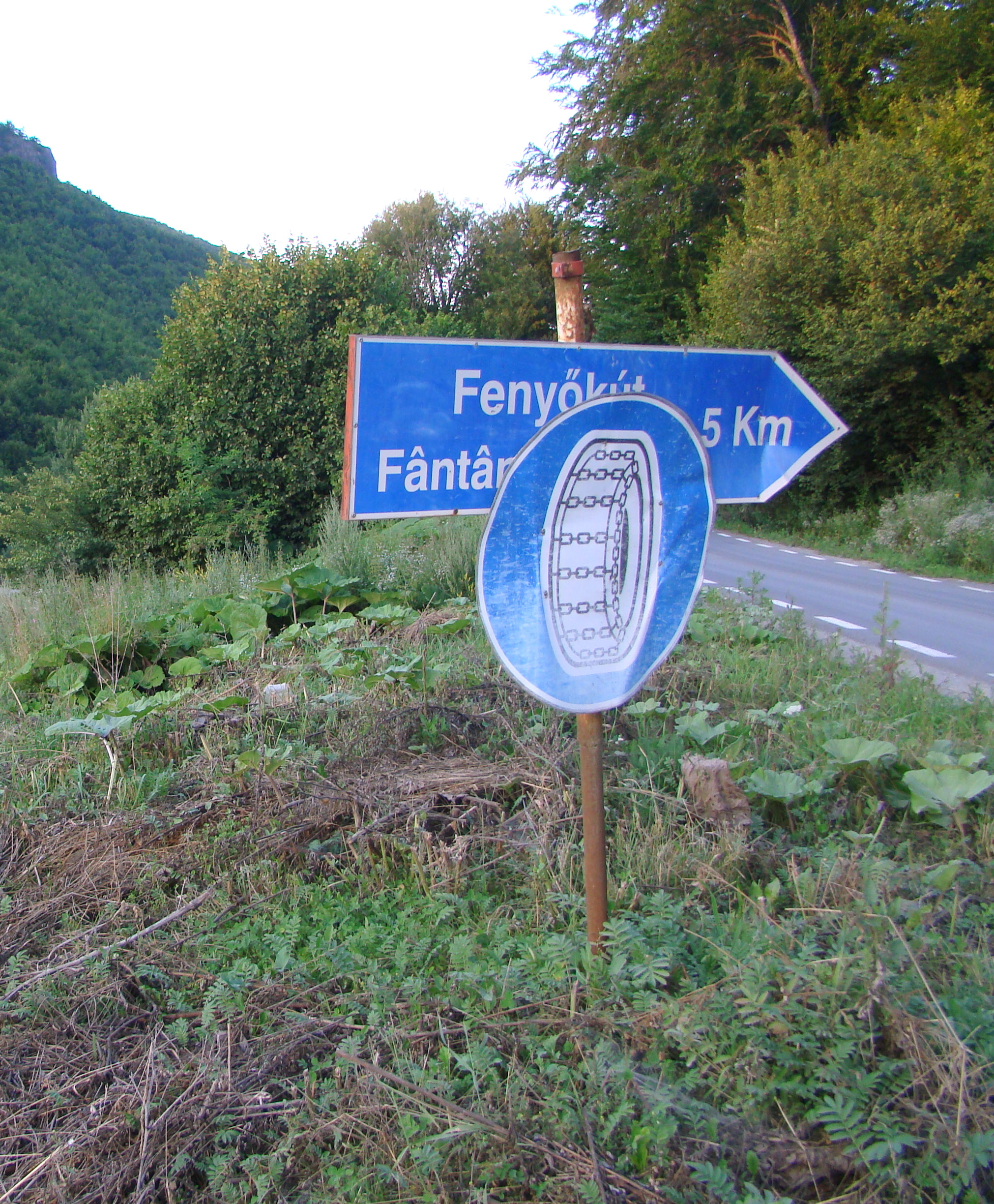
Unul dintre cele mai spectaculoase drumuri terminate în ultimul timp este  cel de peste 5 km, prin pădure, care urcă pe platoul de la Fântâna Brazilor și care a scos din izolare așezarea
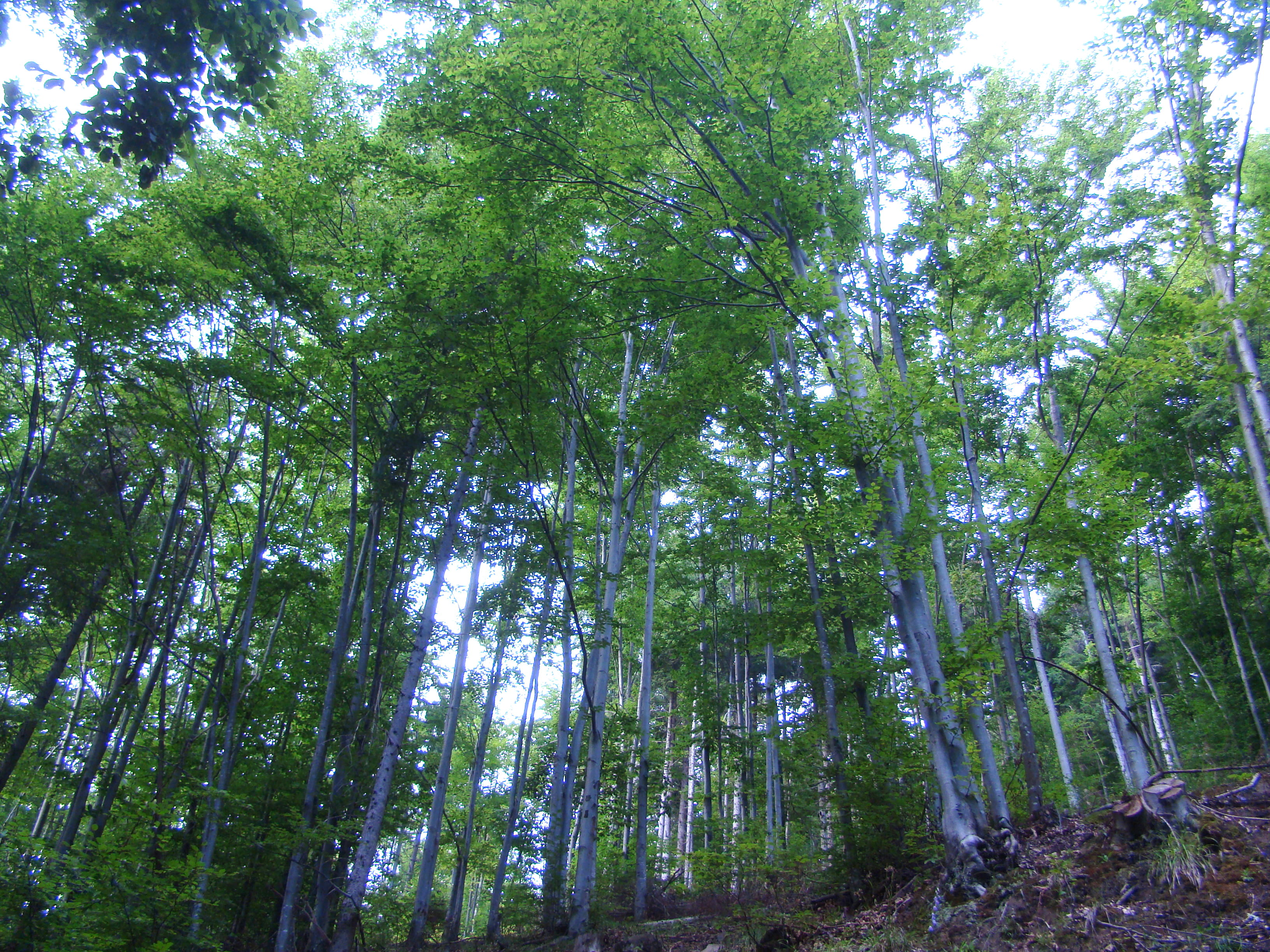
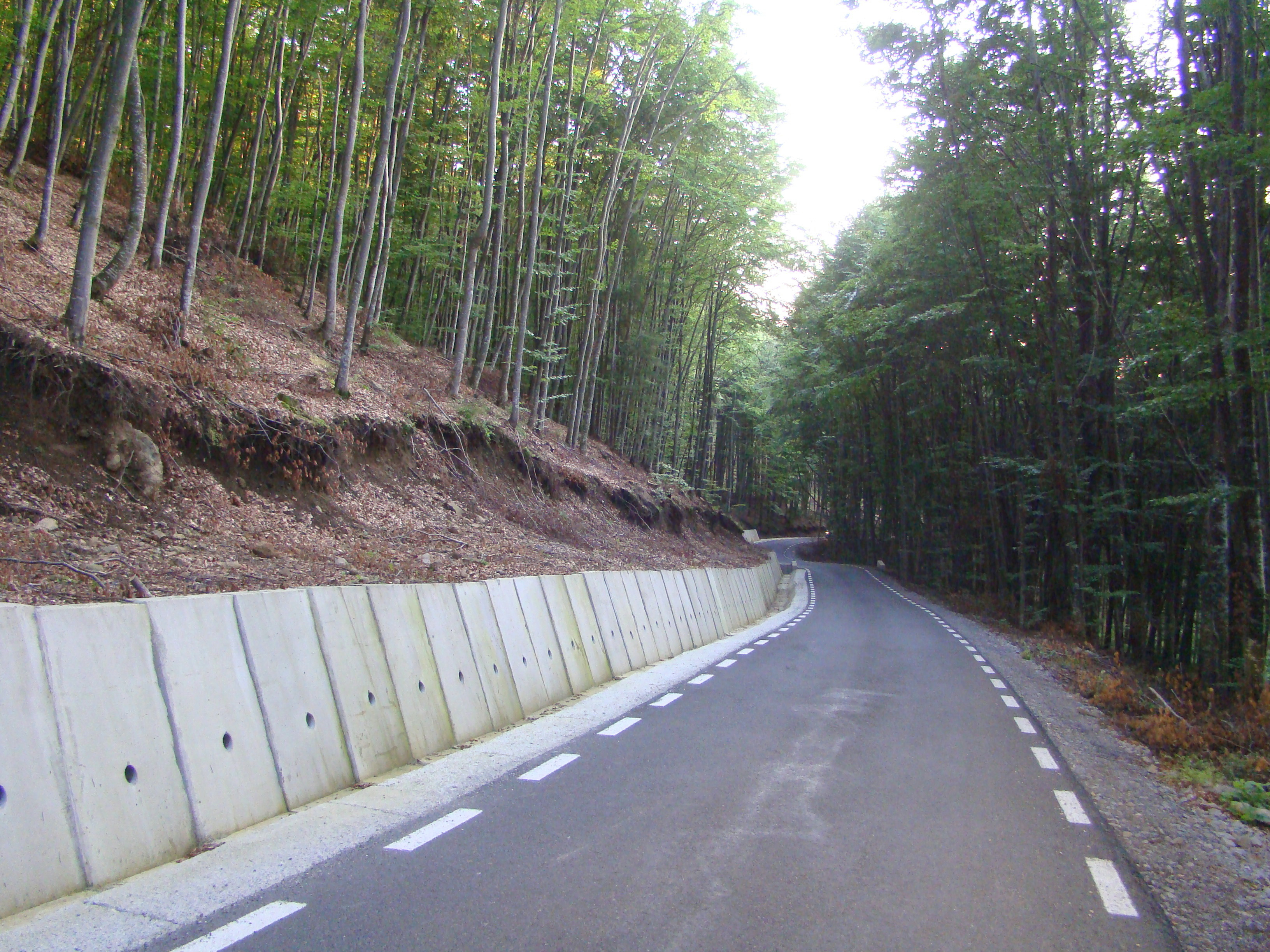
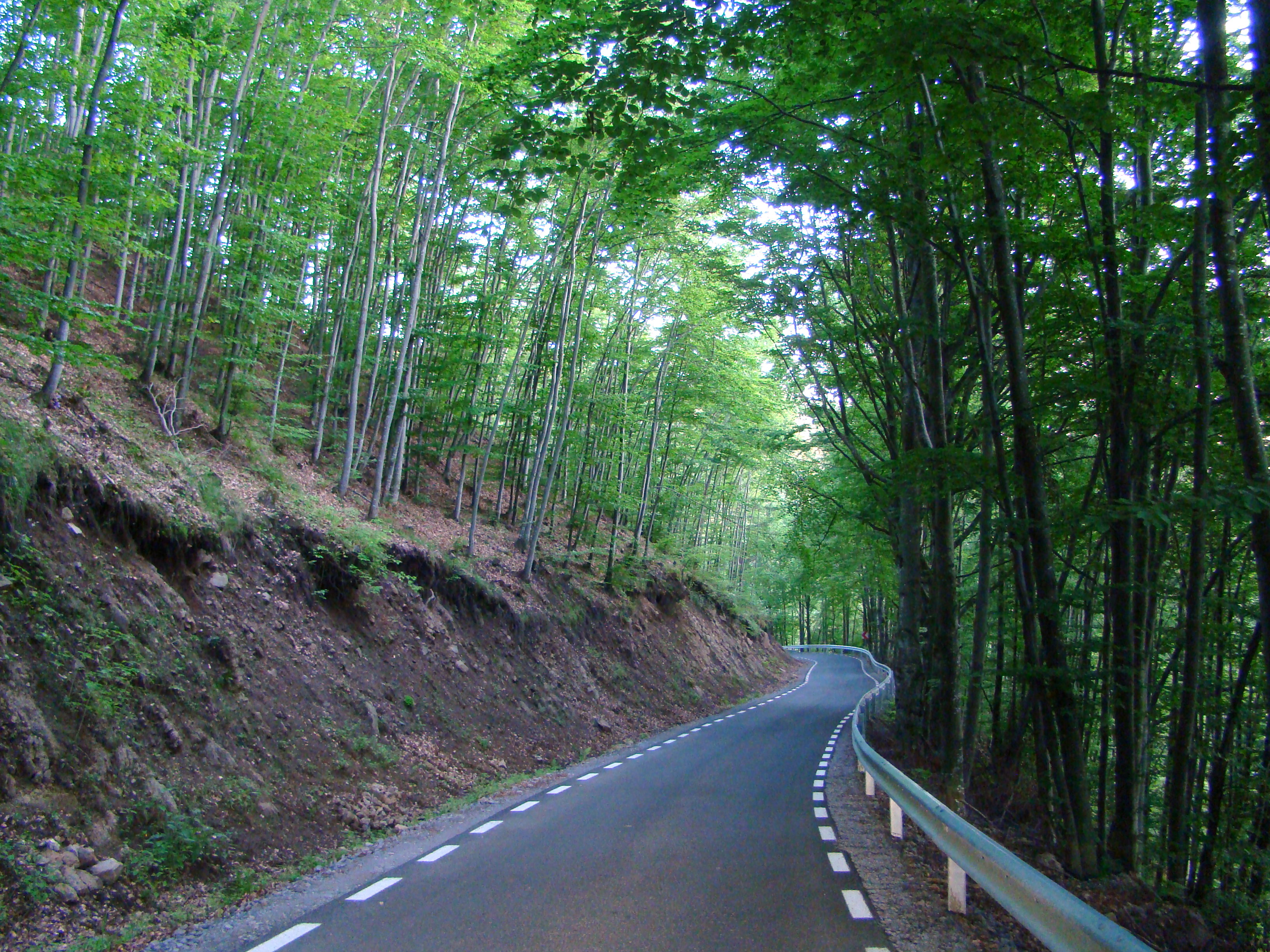
Unul dintre cele mai spectaculoase drumuri terminate în ultimul timp este  cel de peste 5 km, prin pădure, care urcă pe platoul de la Fântâna Brazilor și care a scos din izolare așezarea
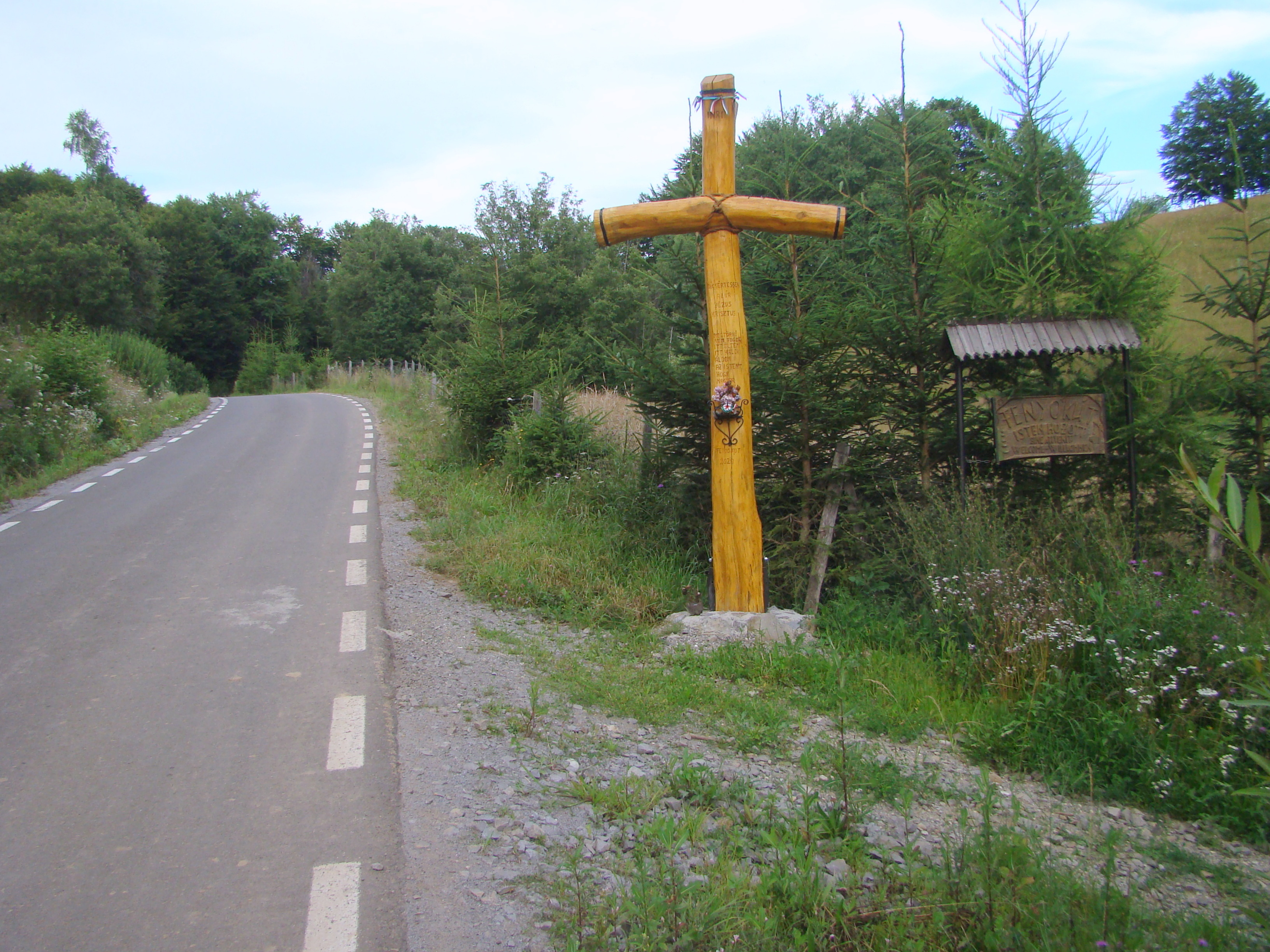
Intrarea în localitate
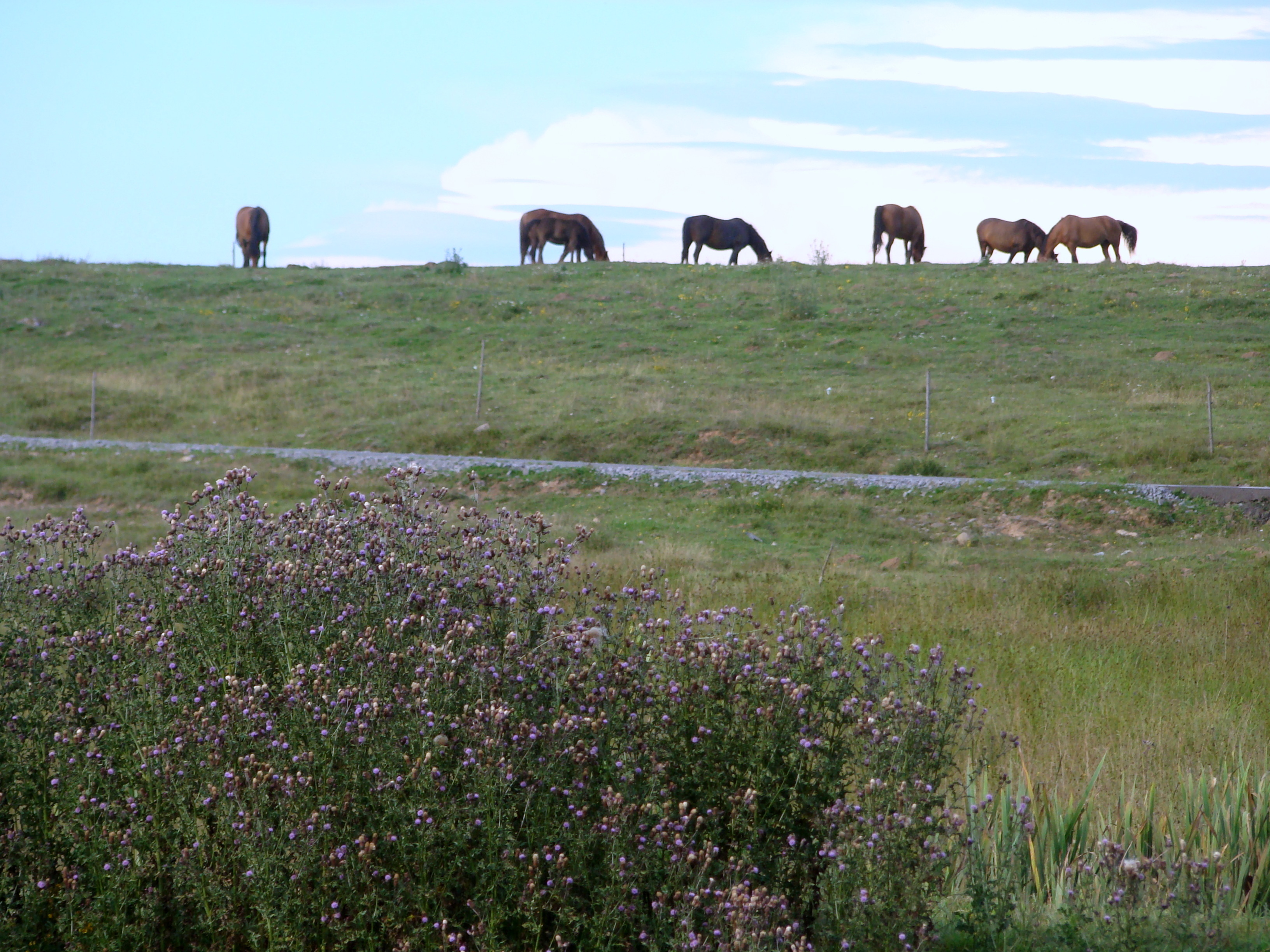
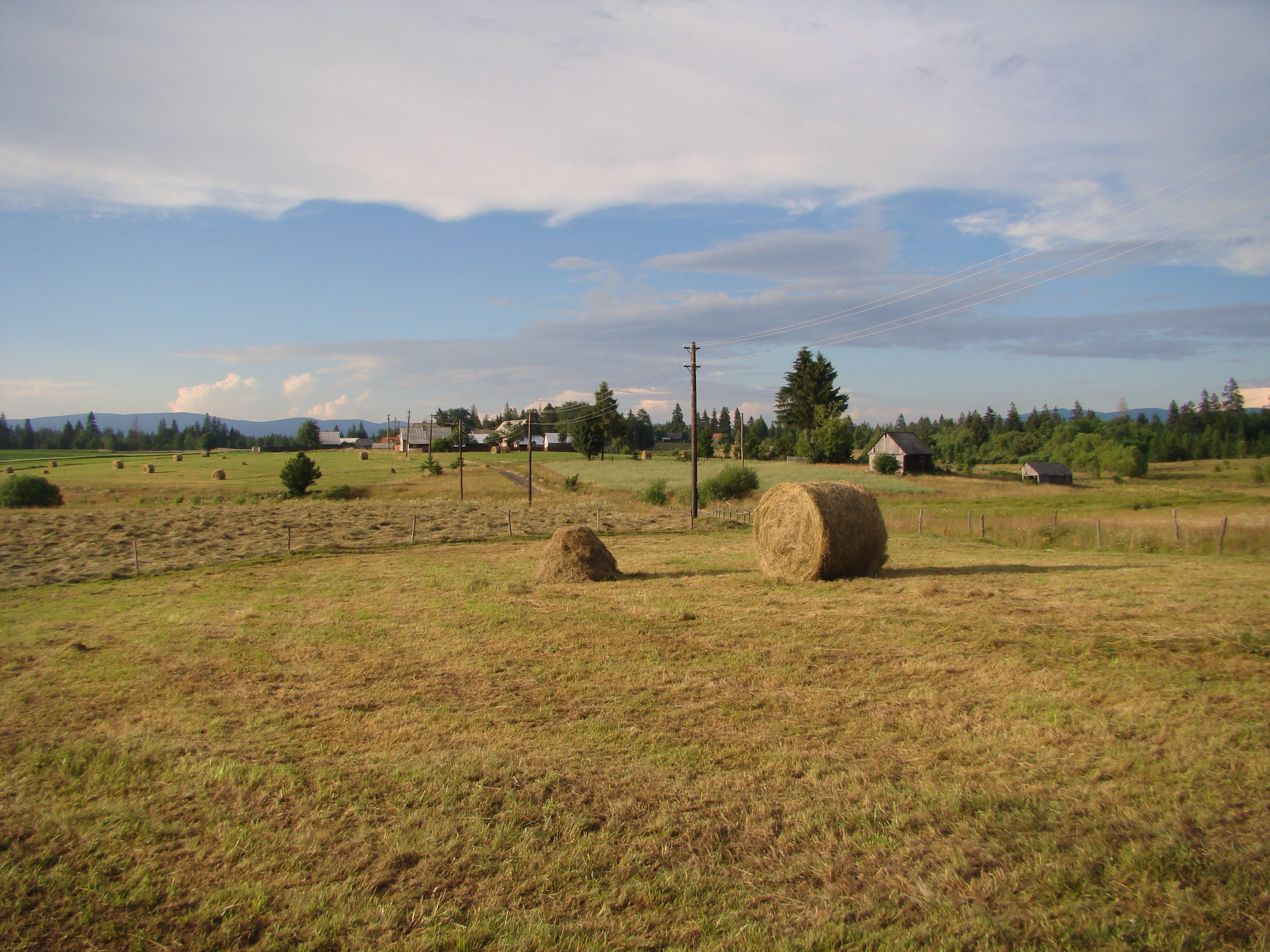
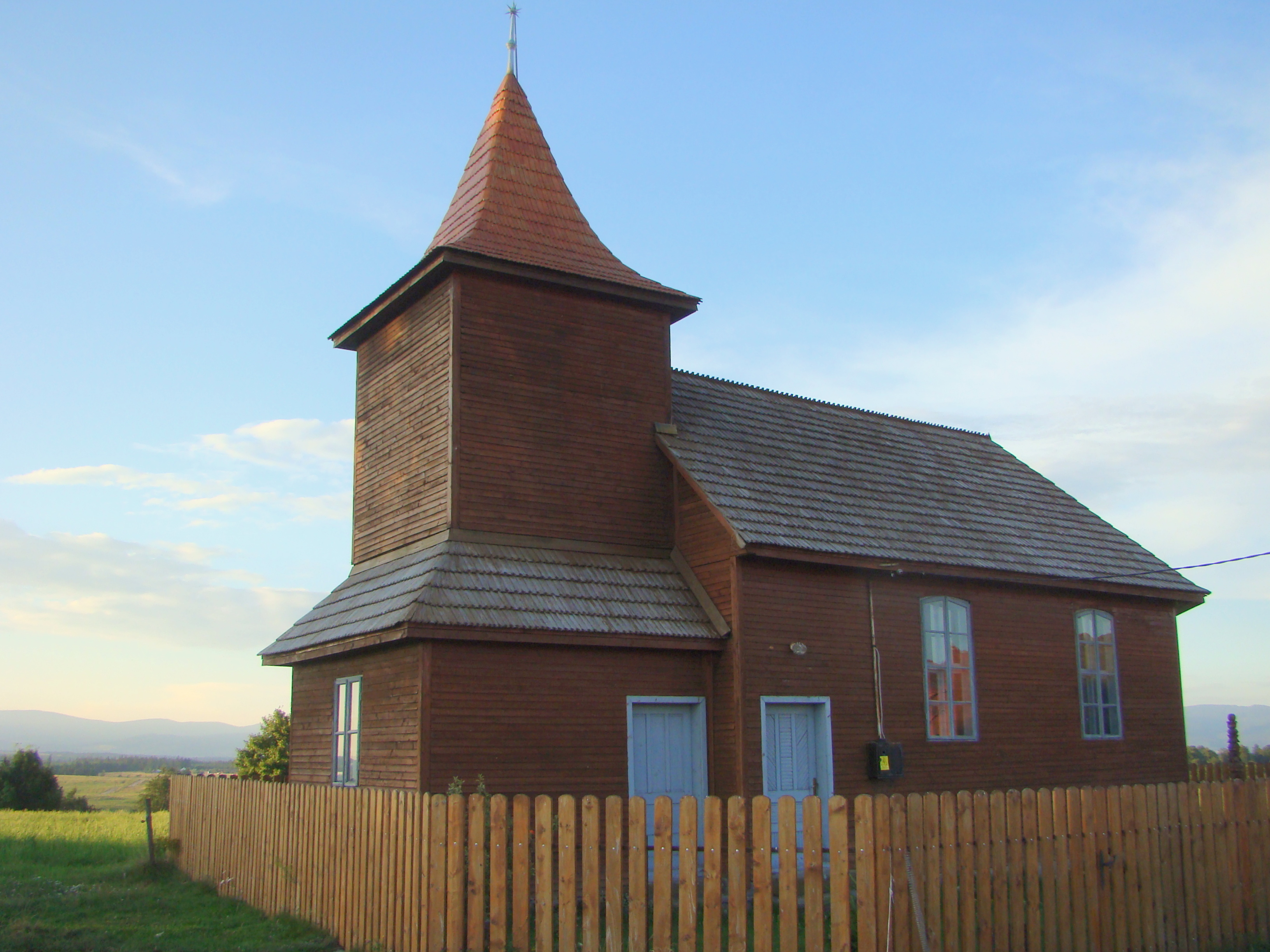
Biserica de lemn unitariană
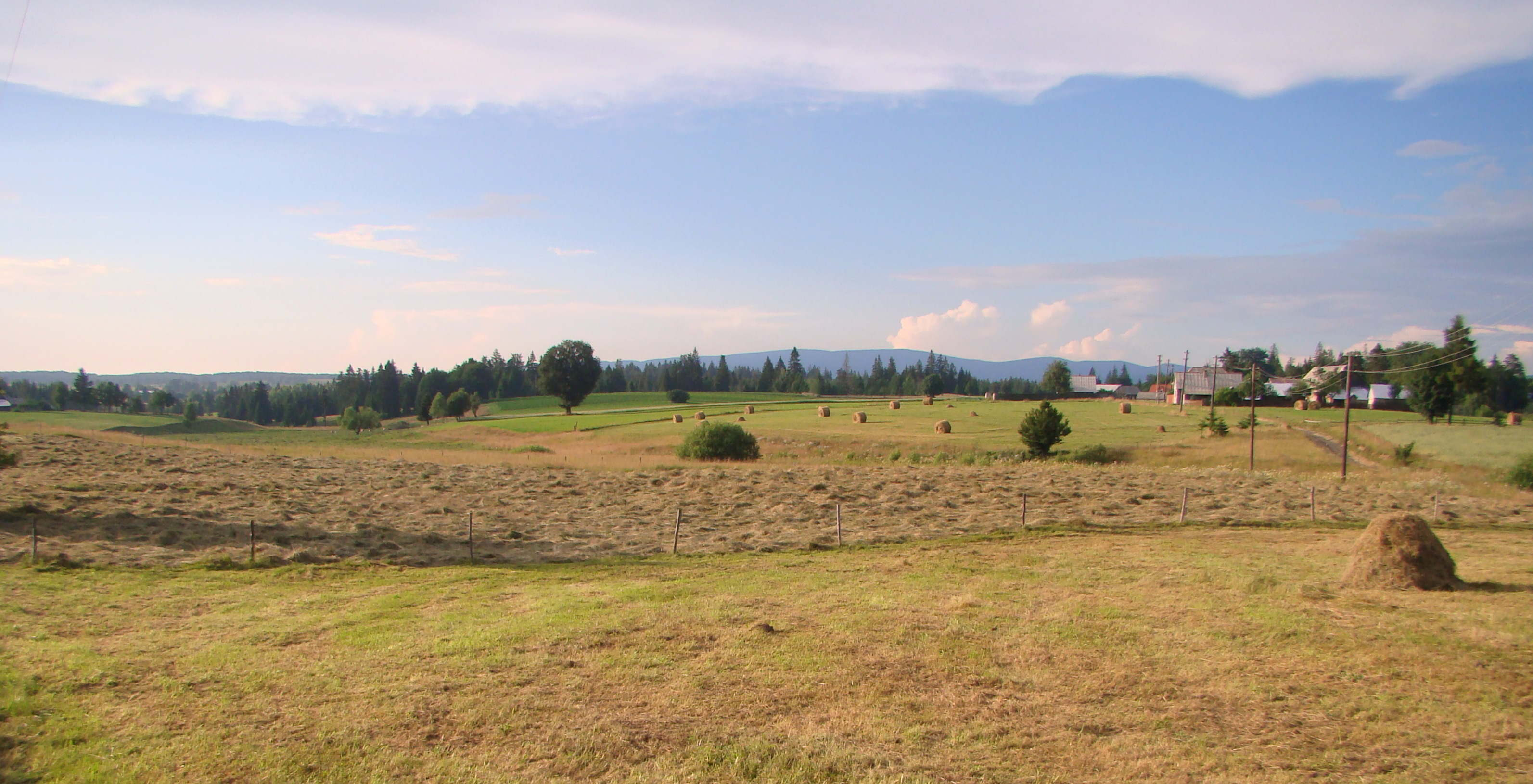
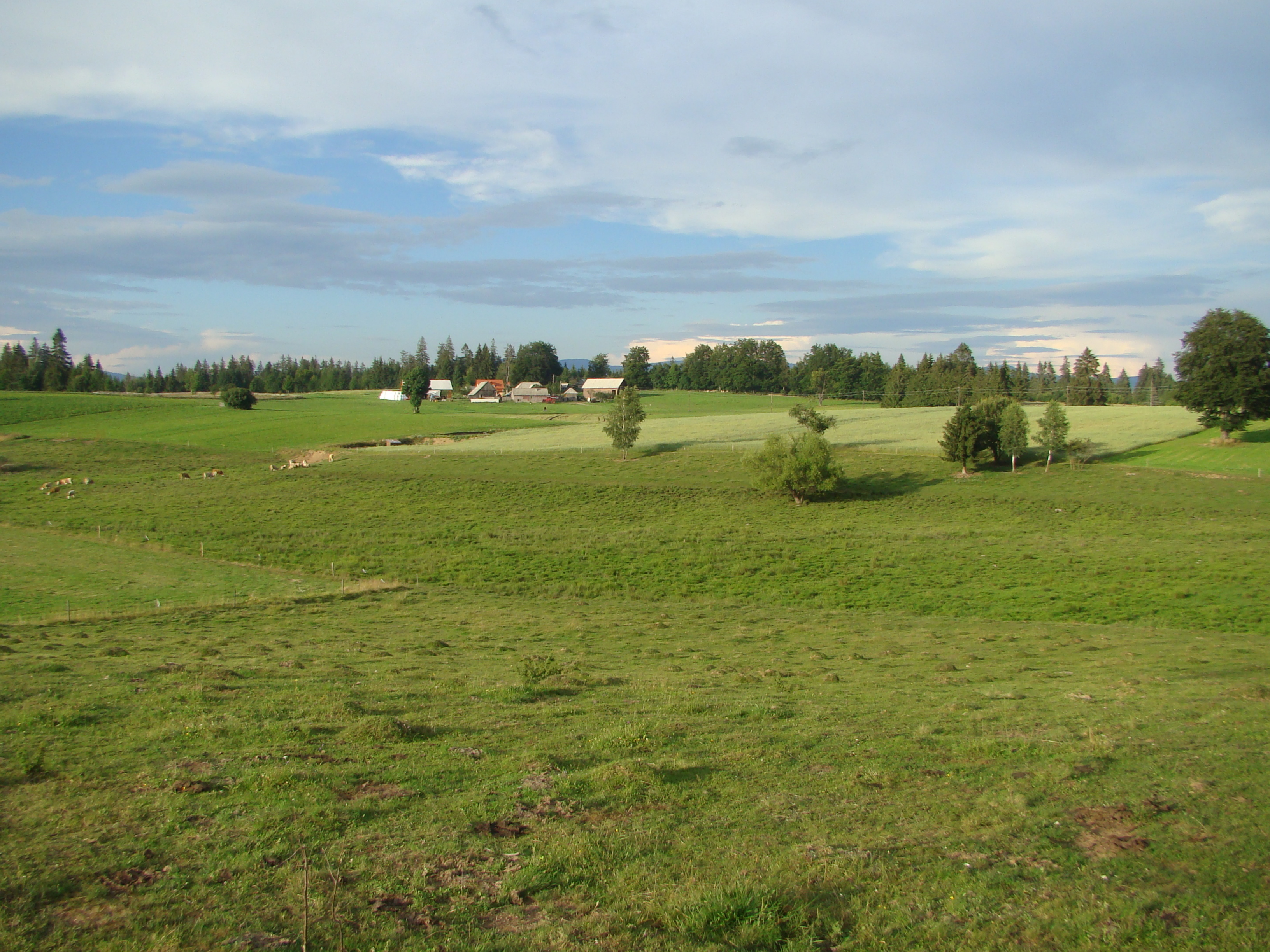
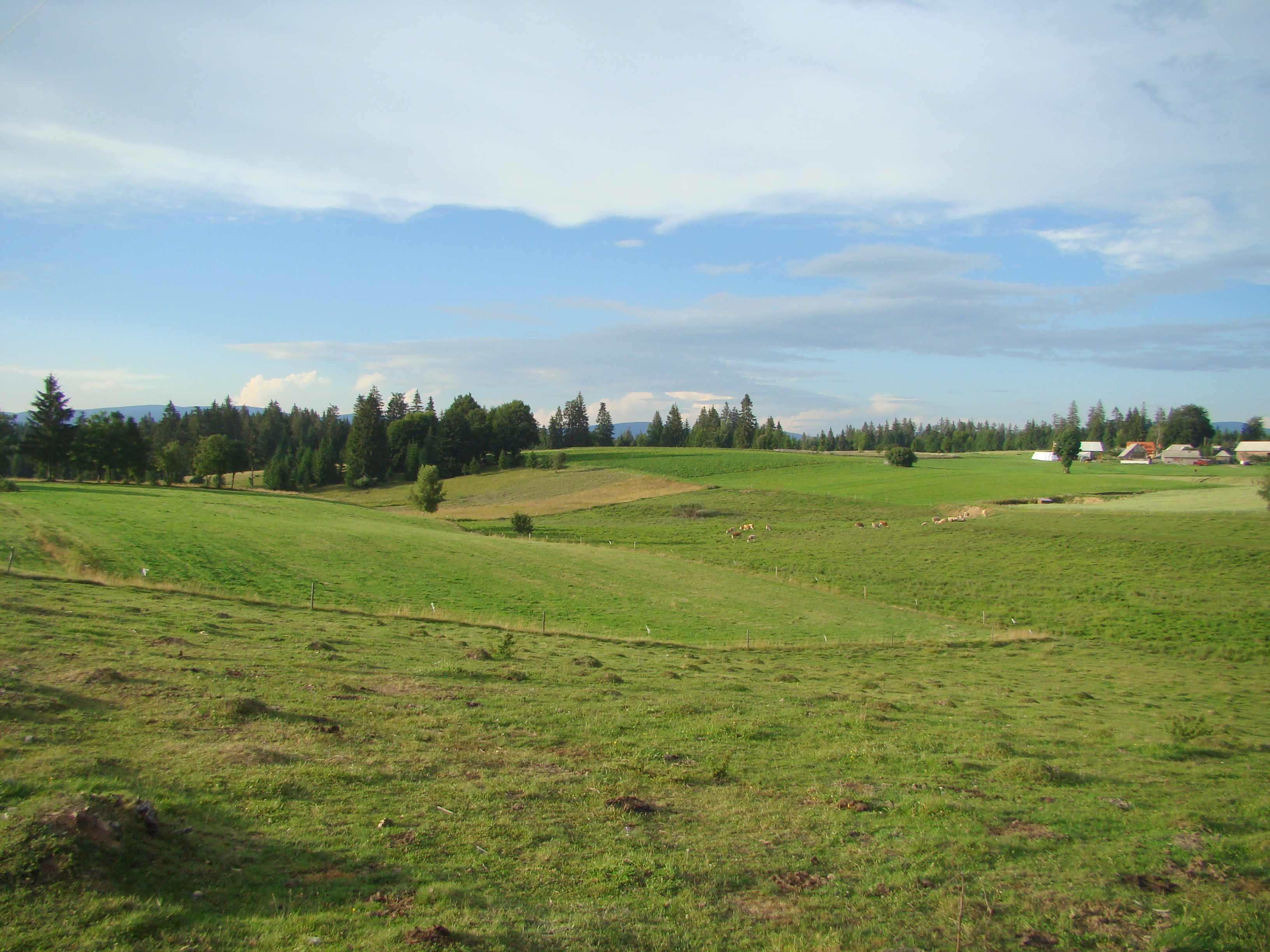
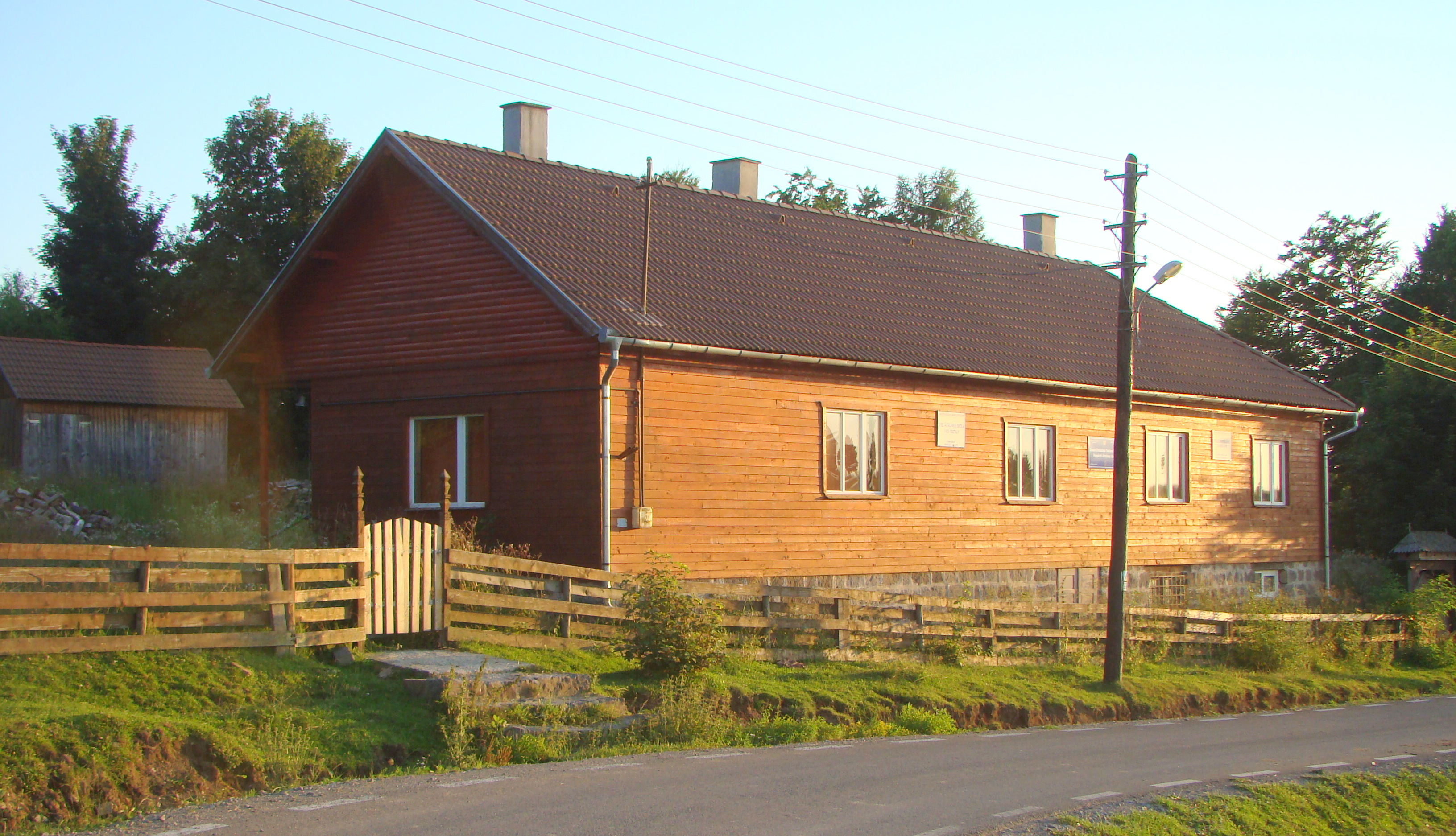
Școala
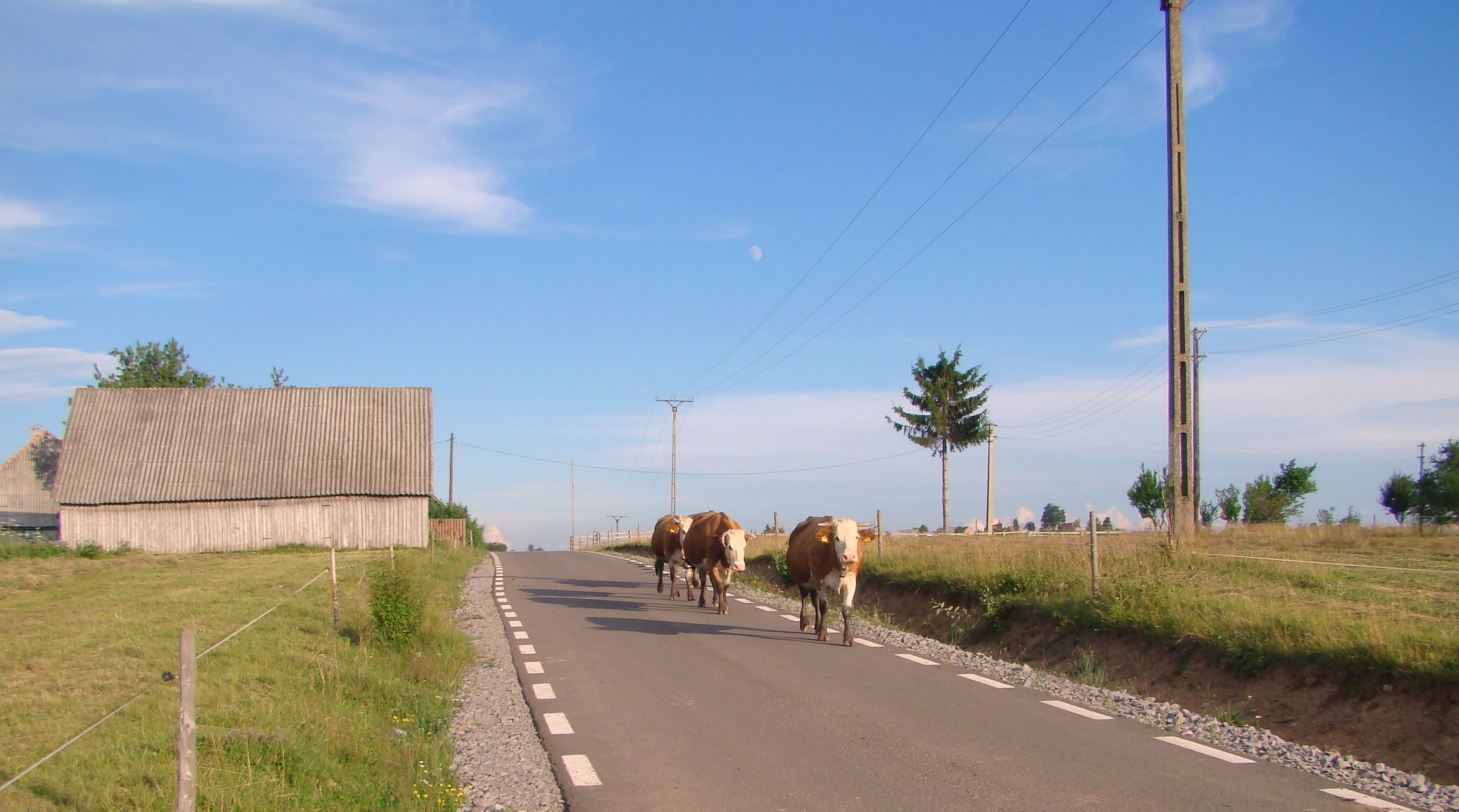
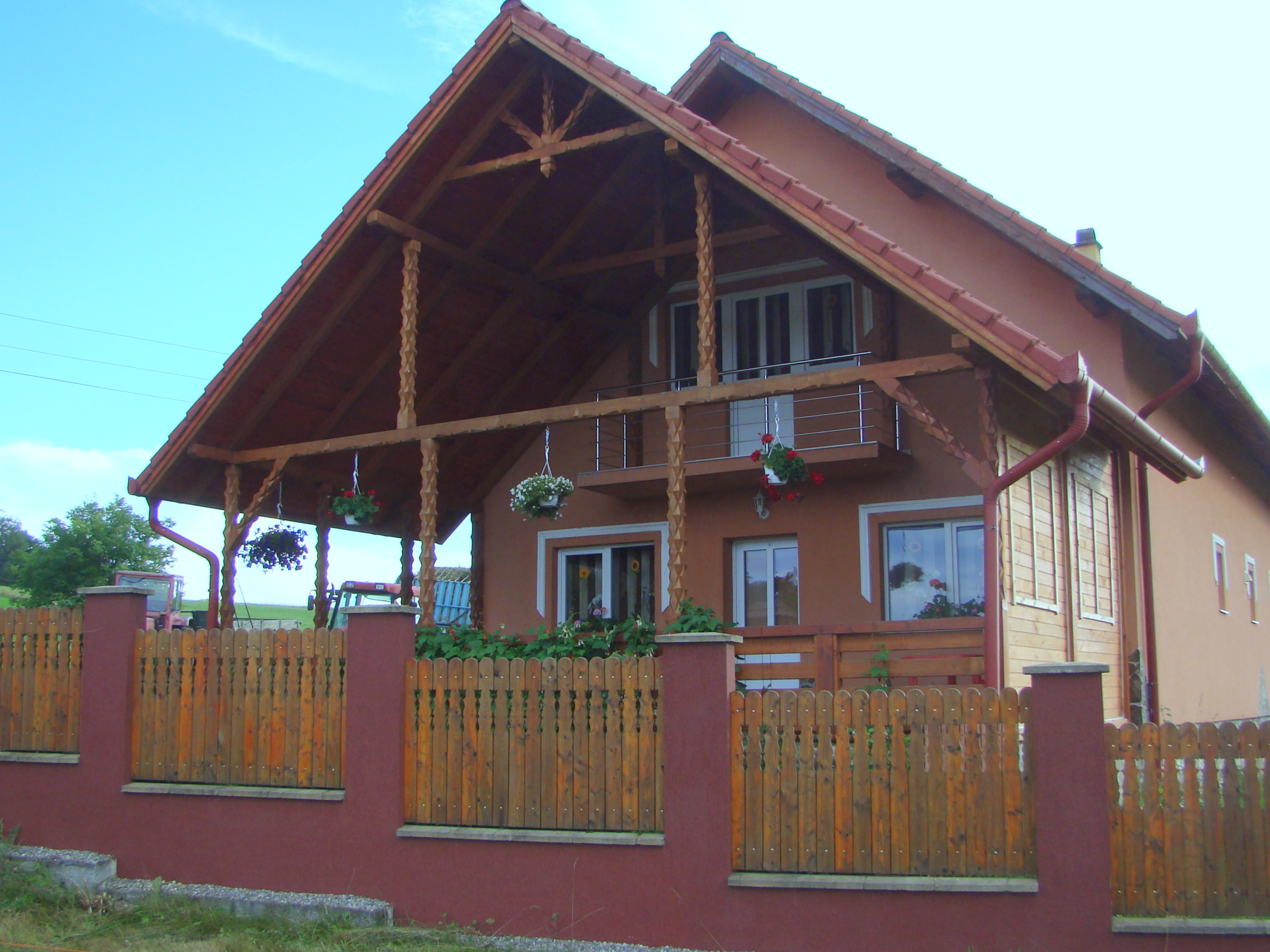
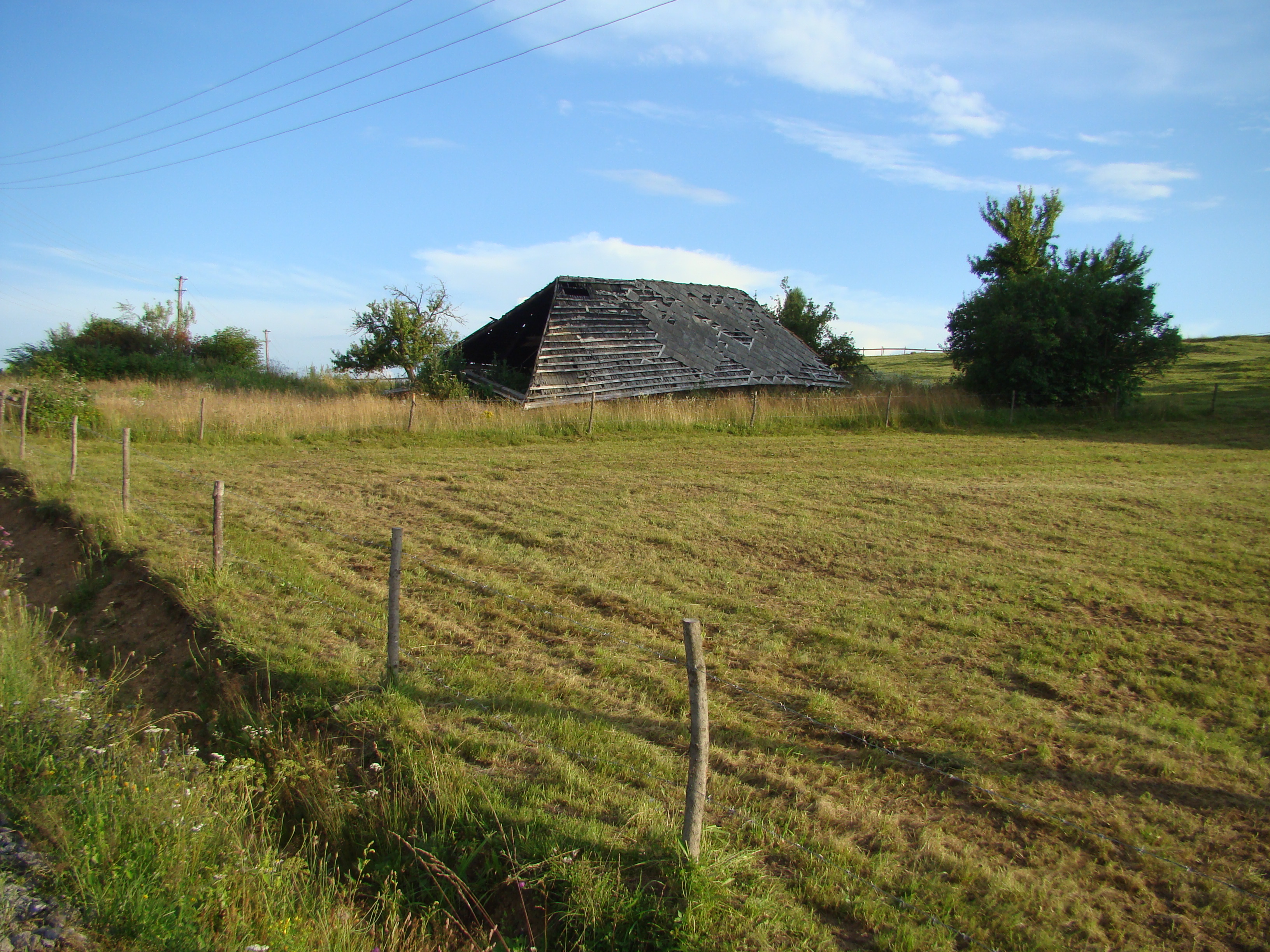
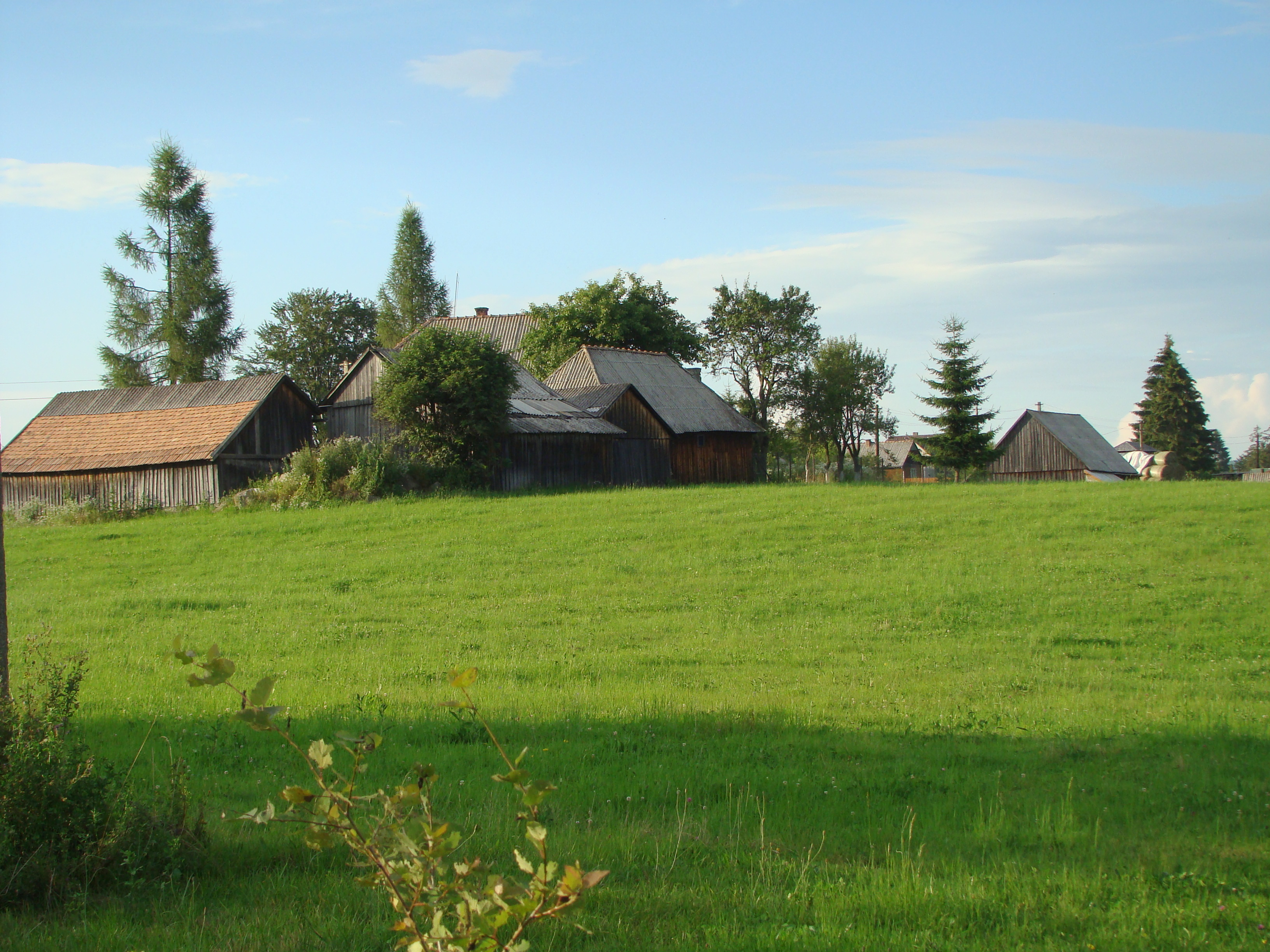
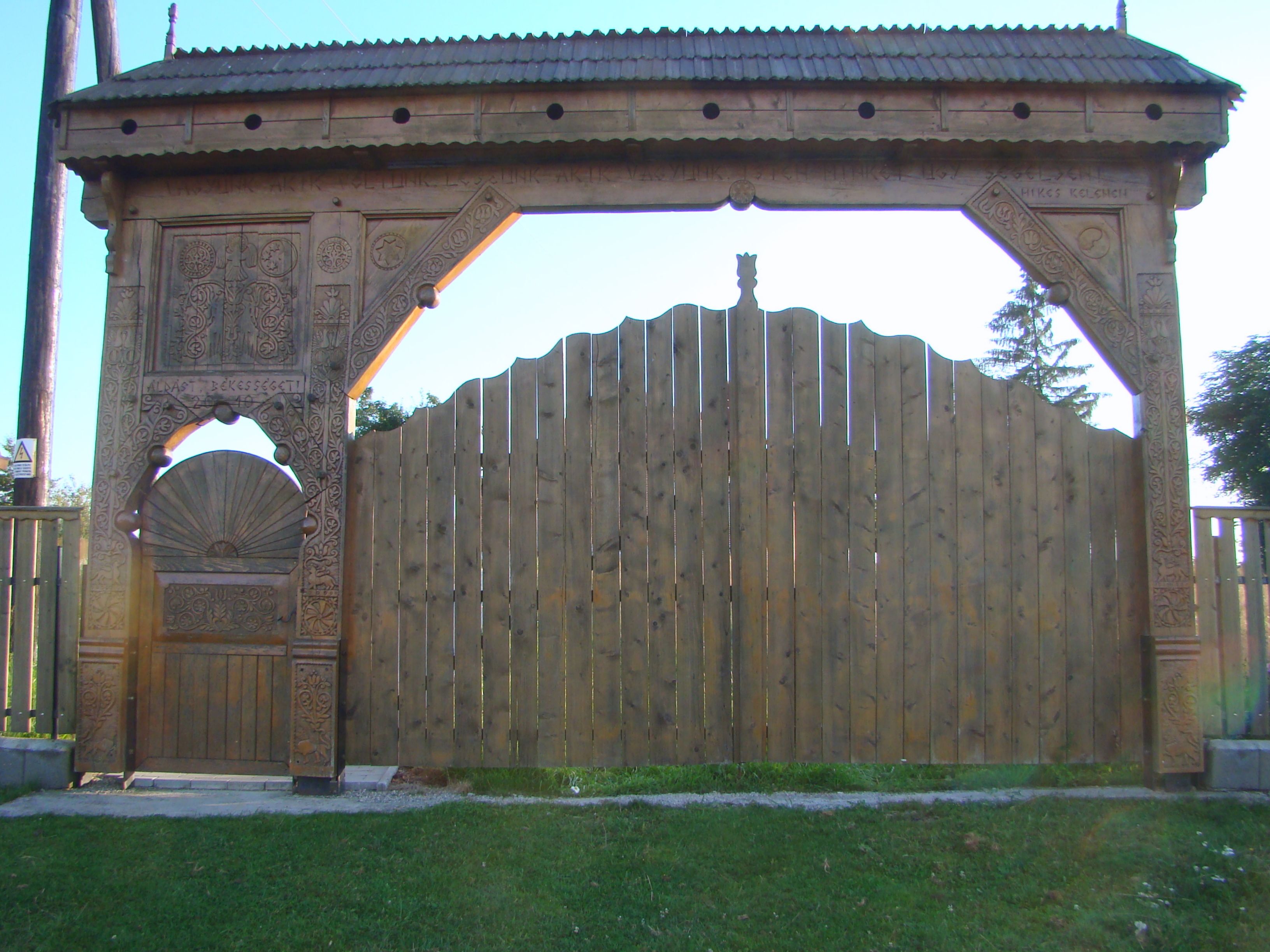
Poarta de lemn a bisericii romano-catolice
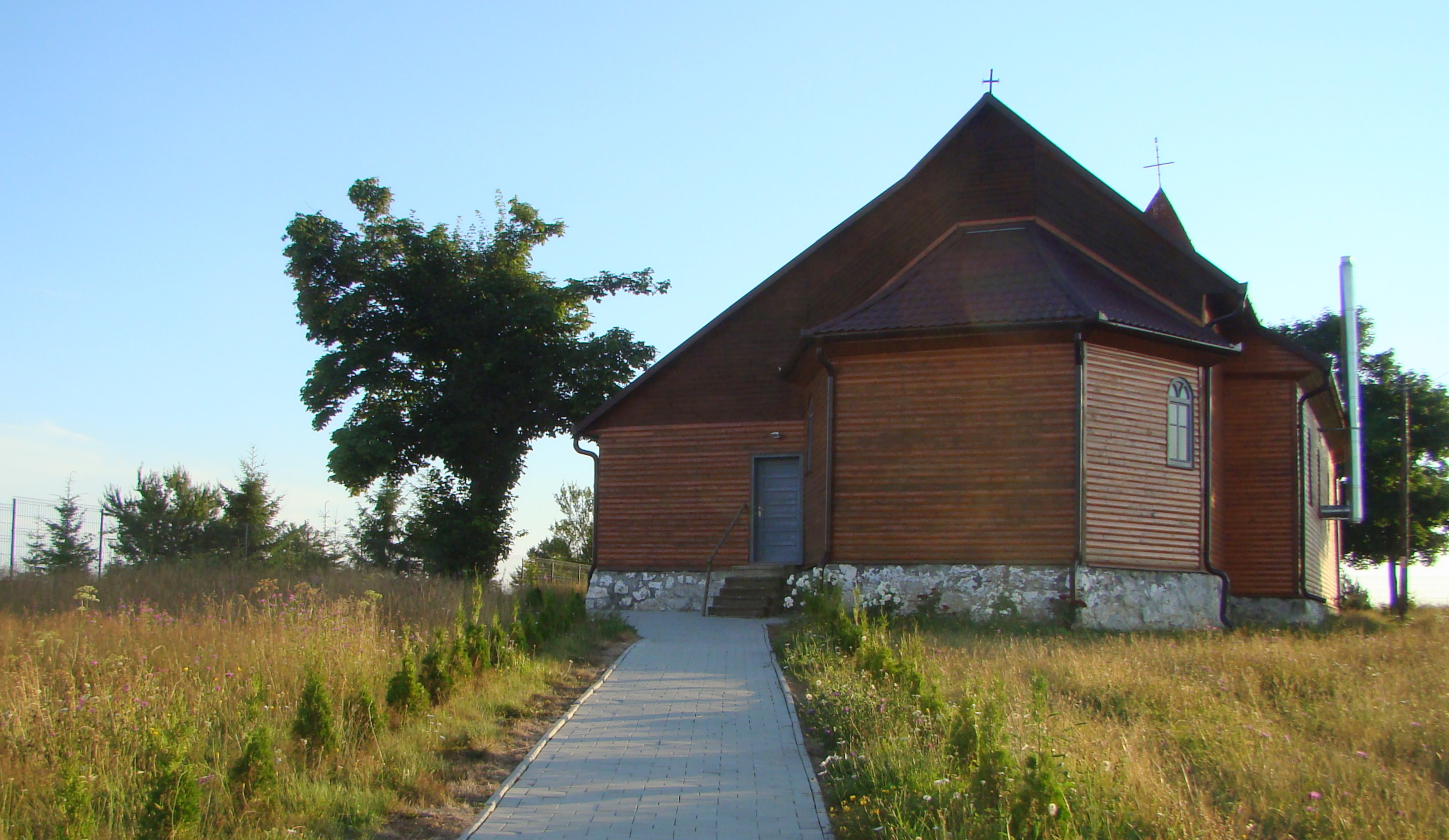
Biserica de lemn romano-catolică
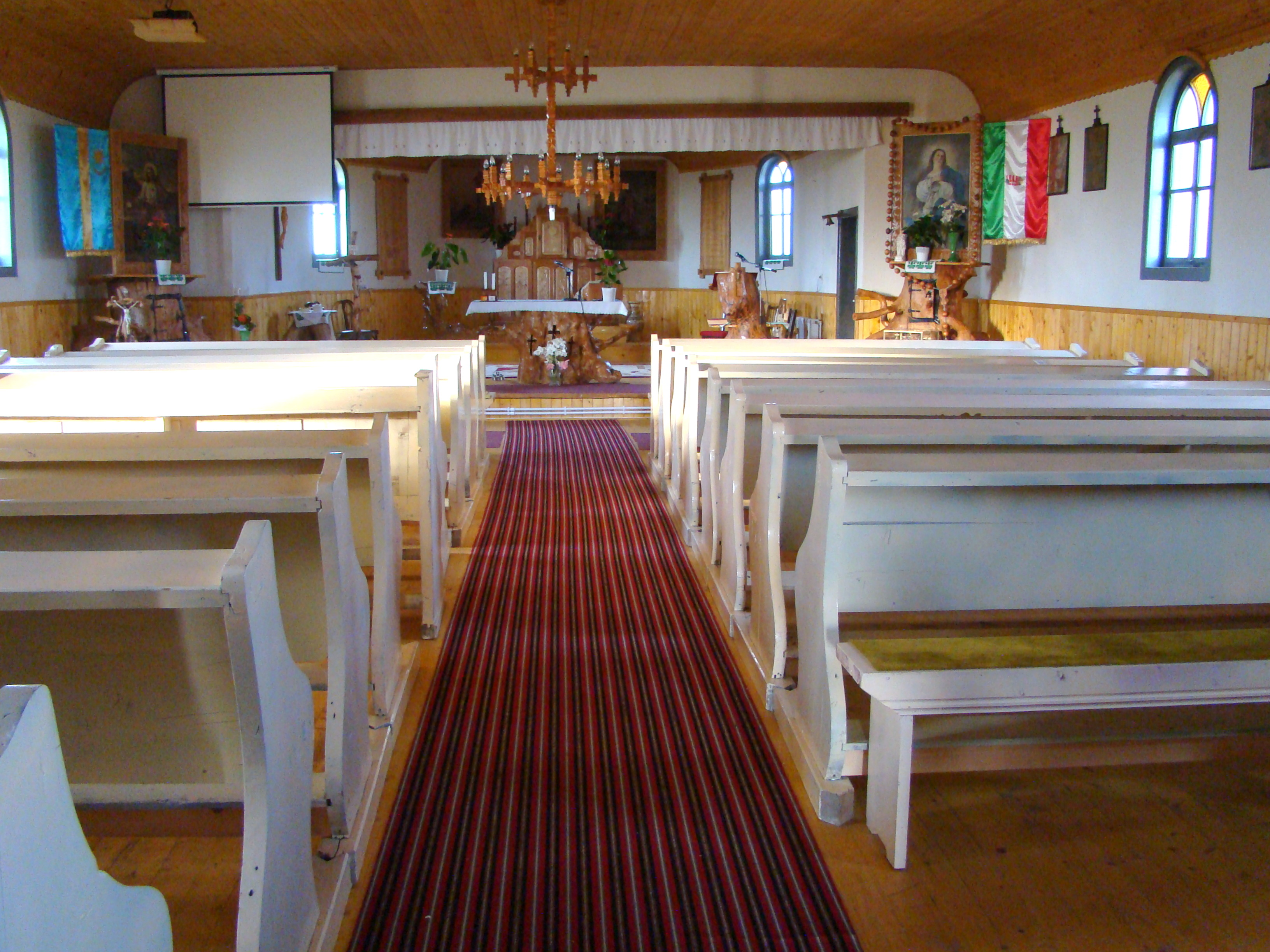
Interiorul
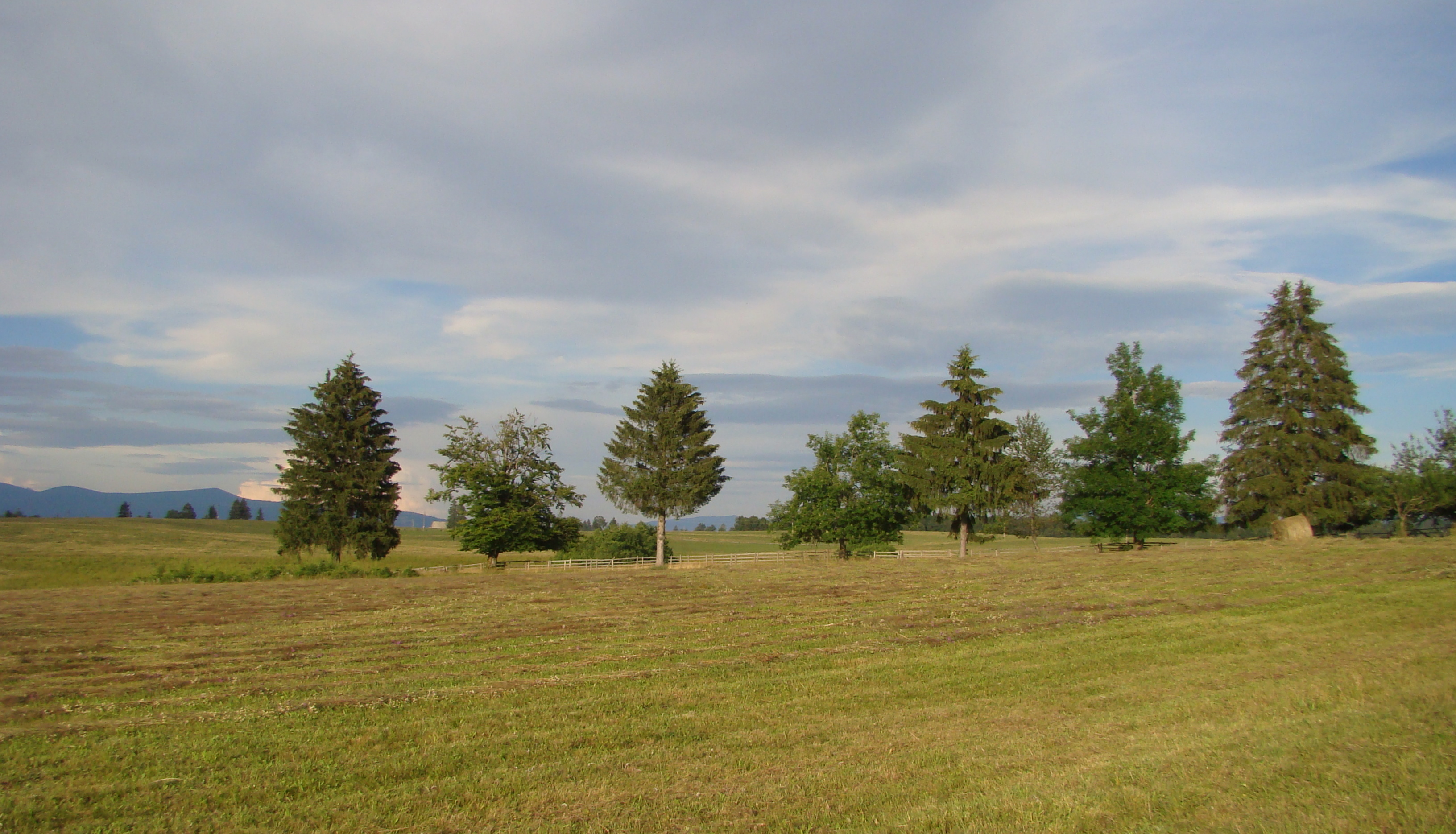
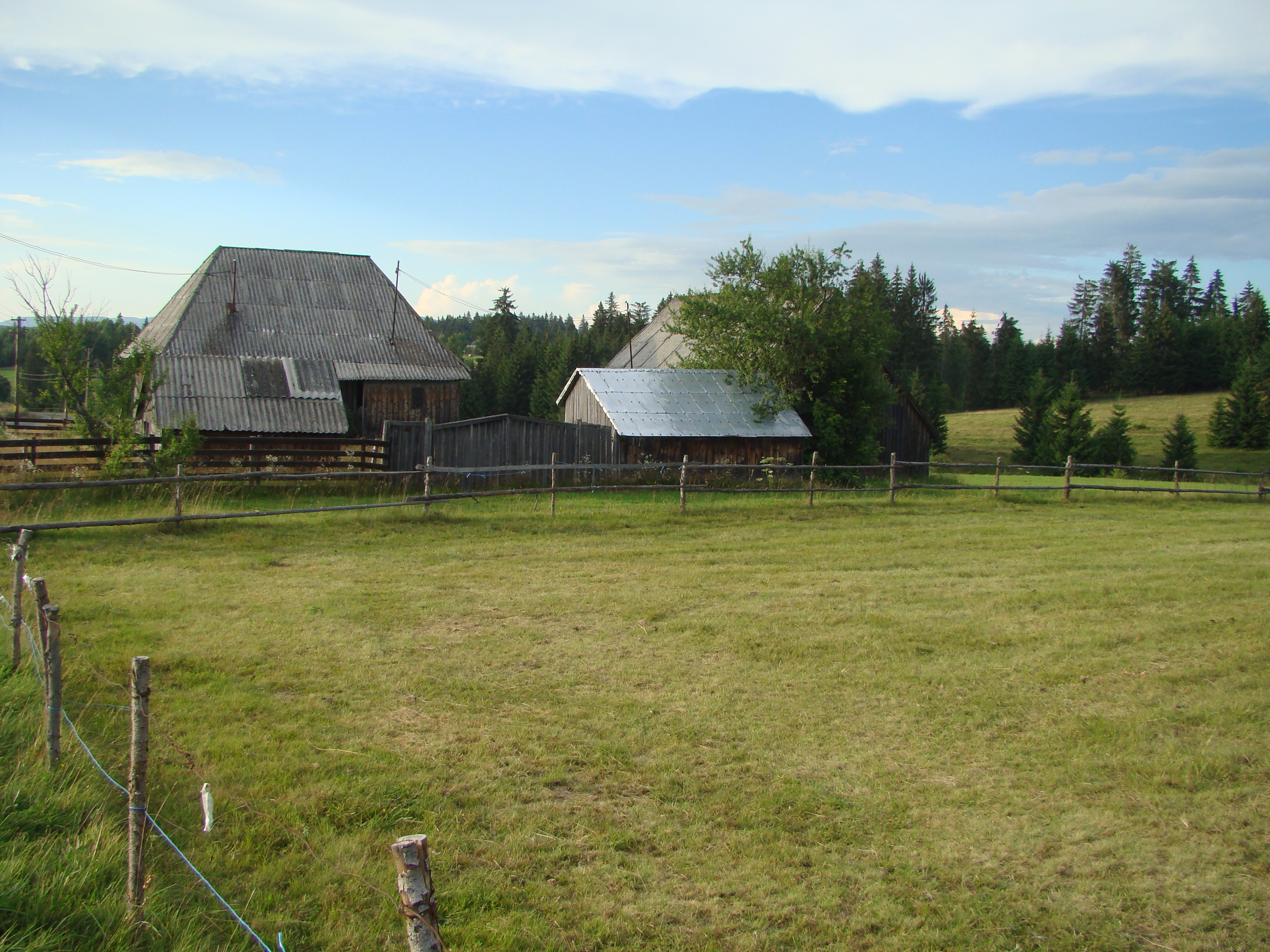